# Melvin e Howard
Melvin and Howard (bra/prt: Melvin e Howard) é um filme estadunidense de 1980, do gênero comédia dramática, dirigido por Jonathan Demme.

## Principais prêmios e indicações
| Prêmio             | Categoria                         | Recipiente               | Resultado |
| ------------------ | --------------------------------- | ------------------------ | --------- |
| Oscar 1981         | Melhor atriz coadjuvante          | Mary Steenburgen         | Venceu    |
| Oscar 1981         | Melhor roteiro original           | Bo Goldman               | Venceu    |
| Oscar 1981         | Melhor ator coadjuvante           | Jason Robards            | Indicado  |
| Globo de Ouro 1951 | Melhor atriz - comédia ou musical | Mary Steenburgen         | Venceu    |
| Globo de Ouro 1951 | Melhor filme - comédia ou musical | Art Linson, Don Phillips | Indicado  |
| Globo de Ouro 1951 | Melhor ator - comédia ou musical  | Paul Le Mat              | Indicado  |
| Globo de Ouro 1951 | Melhor ator coadjuvante           | Jason Robards            | Indicado  |

## Elenco
- Jason Robards .... Howard Hughes
- Paul Le Mat .... Melvin Dummar
- Elizabeth Cheshire .... Darcy Dummar
- Mary Steenburgen .... Lynda Dummar
- Chip Taylor .... Clark Taylor
- Melvin E. Dummar .... funcionário da rodoviária
- Michael J. Pollard .... Little Red
- Denise Galik-Furey .... Lucy

## Sinopse
Baseado num caso real, relata o encontro de um simples operário com um desconhecido que afirma ser o milionário Howard Hughes, e a quem ele dá carona até Las Vegas.